# Kortjärvsjön
Kortjärvsjön eller Kortjärvi är en sjö i Finland. Den ligger i kommunen Kronoby i landskapet Österbotten, i den centrala delen av landet, 400 km norr om huvudstaden Helsingfors. Kortjärvsjön ligger 53 meter över havet. I omgivningarna runt Kortjärvsjön växer i huvudsak blandskog. Arean är 60,2 hektar och strandlinjen är 5,39 kilometer lång. Sjön  ingår i Kronoby å huvudavrinningsområde. 
I övrigt finns följande vid Kortjärvsjön:
- Stor Långvekan (en sjö)